# Сара Вінклесс
Сара Вінклесс  (англ. Sarah Winckless, 18 жовтня 1973) — британська веслувальниця, олімпійська медалістка.

## Виступи на Олімпіадах
| Олімпіада   | Дисципліна                     | Місце |
| ----------- | ------------------------------ | ----- |
| Сідней 2000 | двійка парна                   | 9     |
| Афіни 2004  | двійка парна                   | 3     |
| Пекін 2008  | вісімка розстібна зі стерновим | 5     |

## Зовнішні посилання
- Досьє на sport.references.com [Архівовано 2 січня 2015 у Wayback Machine.]

1. ↑  Sarah Winckless